# Артель старателей «Шахтёр»
Артель старателей «Шахтёр» — золотодобывающее предприятие, находящееся на Крайнем Севере, на территории Иультинского района Чукотского автономного округа.

## История
Артель образована в 1990 году бывшими работниками Полярнинского горно-обогатительного комбината.

## Производственная деятельность
Предприятие разрабатывает золотоносные россыпи Рывеемского месторождения. Производственная база находится в посёлке Ленинградский. Практикуется вахтовый метод работы.
За один промывочный сезон отрабатывается до 5 шахт. Среднегодовая добыча золота в последние годы составляет не менее 400 кг, что является самым высоким показателем для артелей, разрабатывающими россыпные месторождения Чукотки. В 2012 г. было произведено 829,9 кг драгметалла. За всё время существования артели было добыто ок. 7 тонн золота.

## Инфраструктура
Построен современный жилищный комплекс, включающий общежитие, столовую, баню. Связь и телевидение обеспечивается посредством спутниковой станции.
Имеется представительство в Москве.